# 오이정 (후쿠이현)
오이정(일본어: おおい町)은 일본 후쿠이현 남서부에 있는 오이군의 정이다.

## 인접한 자치체
- 후쿠이현
  - 오바마시
  - 오이군 다카하마정

- 시가현
  - 다카시마시

- 교토부
  - 난탄시
  - 아야베시

## 역사
- 2006년 3월 3일 - 오뉴군 나타쇼촌과 오이군 오이정(大飯町)이 합병해 탄생했다.

## 교통

### 철도
- 서일본 여객철도 오바마선

### 도로
- 마이즈루와카사 자동차도
- 국도 27호선
- 국도 162호선(일본어판)